# Shijimia taiwana
Shijimia taiwana är en fjärilsart som beskrevs av Matsumura 1929. Shijimia taiwana ingår i släktet Shijimia och familjen juvelvingar. Inga underarter finns listade i Catalogue of Life.